# Svetlana Boginskaja
Svetlana Leonidovna Boginskaja (Russisch: Светлана Леонидовна Богинская) (Minsk, 9 februari 1973) is een voormalig turnster uit de Sovjet-Unie.

## Carrière
Boginskaja vertegenwoordigde haar vaderland op de Olympische Spelen van 1988 in Seoel. Ook nam ze deel aan de Olympische Spelen van 1992 in Barcelona uitkomend voor het gezamenlijk team en de Olympische Spelen van 1996 in Atlanta uitkomend voor Wit-Rusland.
In 2005 kreeg ze een plaats in de 'International Gymnastics Hall of Fame'.

## Resultaten

### Olympische Zomerspelen
| Jaar | Plaats    | Resultaten                                                                         | Vertegenwoordigend land |
| ---- | --------- | ---------------------------------------------------------------------------------- | ----------------------- |
| 1988 | Seoel     | Team meerkamp · Individuele meerkamp · Sprong · 5e Brug ongelijk · 5e Balk · Vloer | Sovjet-Unie             |
| 1992 | Barcelona | Team meerkamp · 5e Individuele meerkamp · 4e Sprong · 5e Balk                      | Gezamenlijk team        |
| 1996 | Atlanta   | 6e Team meerkamp 14e Individuele meerkamp 5e Sprong                                | Wit-Rusland             |

### Wereldkampioenschappen
| Jaar | Plaats       | Resultaten                                                         | Vertegenwoordigend land |
| ---- | ------------ | ------------------------------------------------------------------ | ----------------------- |
| 1987 | Rotterdam    | Team meerkamp · Balk                                               | Sovjet-Unie             |
| 1989 | Stuttgart    | Team meerkamp · Individuele meerkamp · 8e Brug ongelijk · Vloer    | Sovjet-Unie             |
| 1991 | Indianapolis | Team meerkamp · Individuele meerkamp · 5e Sprong · Balk · 7e Vloer | Sovjet-Unie             |
| 1992 | Parijs       | Sprong · 6e Balk                                                   | Gezamenlijk team        |
| 1995 | Sabae        | 8e Team meerkamp 16e Individuele meerkamp                          | Wit-Rusland             |

### Europese kampioenschappen
| Jaar | Plaats     | Resultaten                                                                                  | Vertegenwoordigend land |
| ---- | ---------- | ------------------------------------------------------------------------------------------- | ----------------------- |
| 1989 | Brussel    | Individuele meerkamp · Sprong · 4e Brug ongelijk · 4e Balk · Vloer                          | Sovjet-Unie             |
| 1990 | Athene     | Individuele meerkamp · Sprong · Brug ongelijk · Balk · Vloer                                | Sovjet-Unie             |
| 1992 | Nantes     | 5e Individuele meerkamp · 8e Sprong · 4e Brug ongelijk · Balk                               | Wit-Rusland             |
| 1996 | Birmingham | 4e Team meerkamp · Individuele meerkamp · 6e Sprong · 6e Brug ongelijk · 4e Balk · 6e Vloer | Wit-Rusland             |

### Top scores
Hoogst behaalde scores op mondiaal niveau (Olympische Spelen of wereldkampioenschapfinales).

#### Tot 1988
| Onderdeel            | Score  | Wedstrijd                   | Locatie |
| -------------------- | ------ | --------------------------- | ------- |
| Individuele meerkamp | 79.400 | Olympische Zomerspelen 1988 | Seoel   |
| Sprong               | 19.905 | Olympische Zomerspelen 1988 | Seoel   |
| Brug ongelijk        | 19.899 | Olympische Zomerspelen 1988 | Seoel   |
| Balk                 | 19.787 | Olympische Zomerspelen 1988 | Seoel   |
| Vloer                | 19.887 | Olympische Zomerspelen 1988 | Seoel   |

#### Vanaf 1989
| Onderdeel            | Score  | Wedstrijd                   | Locatie      |
| -------------------- | ------ | --------------------------- | ------------ |
| Individuele meerkamp | 39.900 | Wereldkampioenschappen 1989 | Stuttgart    |
| Sprong               | 9.943  | Wereldkampioenschappen 1992 | Nantes       |
| Brug ongelijk        | 9.450  | Wereldkampioenschappen 1989 | Stuttgart    |
| Balk                 | 9.962  | Wereldkampioenschappen 1991 | Indianapolis |
| Vloer                | 10.000 | Wereldkampioenschappen 1989 | Stuttgart    |

- Vanaf het wereldkampioenschap in 1989 werd er een nieuwe puntentelling toegepast, hierdoor vielen er per onderdeel nog maar maximaal 10 punten te verdienen in plaats van 20.

## Privé
Boginskaja is getrouwd en heeft een dochter en een zoon. Tegenwoordig woont het echtpaar in Houston en heeft zij een turnkledingwinkel en een zomerkamp voor turners.

## Trivia
- In 1993 verscheen Boginskaja samen met turner Vitali Tsjerbo in de videoclip voor het lied Revolution Earth van de Amerikaanse band The B-52's.